# Desiré Wilson
Desiré Wilson, južnoafriška dirkačica Formule 1, * 26. november 1953, Brakpan, Gauteng, JAR.
Desiré Wilson je upokojena južnoafriška dirkačica Formule 1. V Formuli 1 je nastopila le na dirki za Veliko nagrado Velike Britanije v sezoni 1980, ko pa se z dirkalnikom Williams FW07 ni uspela kvalificirati na dirko. V sezoni 1980 je zmagala na dirki Britanske Formule 1 na dirkališču Brands Hatch in je s tem postala edina dirkačica, ki ji je uspelo zmagati na dirki Formule 1 katerega koli prvenstva. 

## Popolni rezultati Formule 1
(legenda) (odebeljene dirke pomenijo najboljši štartni položaj, poševne pa najhitrejši krog, †-uvrščen kljub odstopu)
| Leto | Moštvo              | Šasija        | Motor       | 1   | 2   | 3   | 4    | 5   | 6   | 7   | 8      | 9   | 10  | 11  | 12  | 13  | 14  | Prv | Toč |
| ---- | ------------------- | ------------- | ----------- | --- | --- | --- | ---- | --- | --- | --- | ------ | --- | --- | --- | --- | --- | --- | --- | --- |
| 1980 | Brands Hatch Racing | Williams FW07 | Cosworth V8 | ARG | BRA | JAR | ZZDA | BEL | MON | FRA | VB DNQ | NEM | AVT | NIZ | ITA | KAN | ZDA | -   | 0   |